# 23057 Angelawilson
23057 Angelawilson este un asteroid din centura principală de asteroizi.

## Descriere
23057 Angelawilson este un asteroid din centura principală de asteroizi. A fost descoperit pe 7 decembrie 1999 la Socorro, New Mexico, în cadrul proiectului LINEAR. Asteroidul prezintă o orbită caracterizată de o semiaxă mare de 2,58 ua, o excentricitate de 0,18 și o înclinație de 6,8° în raport cu ecliptica.